# Garbagna
Garbagna (Garbagna 'd Lissändria in piemontese, Garbagna in ligure) è un comune italiano di 637 abitanti della provincia di Alessandria, in Piemonte.

## Geografia fisica

### Territorio
Il territorio comunale è posto sulle colline tortonesi a destra del torrente Scrivia. Nel 2015 il comune è stato inserito nel circuito dei Borghi più belli d'Italia. Sono presenti i resti delle mura romane, fatte costruire dall'imperatore Costanzo III per arginare le incursioni barbariche.

## Storia
Alcune fonti ne farebbero risalire la fondazione all'imperatore Galba nel I secolo, da cui il nome. Secondo altri, il nome potrebbe derivare dal basso latino garbus ‘cespuglio’, a sua volta dall’antico alto tedesco warb-, con l’aggiunta del suff. -anicus, nel senso di ‘luogo cespuglioso’, con attestazioni anche nelle forme Garbanigus, Garbania, Garbanea. In particolare, il primo documento che attesta il toponimo è un diploma del re d'Italia Ugo di Provenza, del 29 marzo 945, con il quale il re conferiva alcune terre del comitato tortonese al conte Elisiardo.
Nel IX secolo i Carolingi la donarono al vescovo di Tortona.
Insieme a Grondona e Vargo di Stazzano ha fatto parte dei "Sette feudi imperiali" concessi dall'imperatore Carlo V all'ammiraglio Andrea Doria nel 1548, dopo la fallita congiura di Gian Luigi Fieschi e la conseguente perdita dei loro possessi.
Feudo indipendente ed immediato, la sua effettiva autonomia è confermata nel 1575.
Rimane insieme a Vargo e a Torriglia sotto il governo dei marchesi (poi principi dal 1760) Doria Landi fino all'abolizione dei feudi in Italia del 1797, sebbene già posto sotto la protezione dei Savoia dal 1738.

### Simboli
Lo stemma e il gonfalone del comune di Garbagna sono stati concessi con decreto del presidente della Repubblica del 13 luglio 2004.
Il gonfalone è un drappo di rosso.

## Monumenti e luoghi d'interesse
- Chiesa di San Giovanni Battista (Garbagna)

### Santuario della Madonna del Lago
A due chilometri dal centro abitato sorge il santuario della Madonna del Lago dove, secondo la tradizione, nel 1341 la Beata Vergine sarebbe apparsa a una pastorella muta che fu poi miracolata.

## Società

### Evoluzione demografica
Negli ultimi cento anni, a causa della fase di spopolamento della zona, la popolazione è dimezzata.
Abitanti censiti

### Lingue e dialetti
Recentemente il garbagnolo è stato rianimato grazie alla compagnia teatrale locale. Sotto la direzione di Fantone Nadia, questa compagnia ha già presentato sei commedie tutte in Garbagnolo. L'unicità di questo dialetto è l'uso del partitivo o genitivo sassone. Per esempio la U garbagnola ha un significato tale a un po' o una parte di. Il tortonese e il ligure infatti sono assenti da quest'aspetto grammaticale.

## Cultura

### Prodotti tipici
La Ciliegia bella di Garbagna è stata riconosciuta come presidio Slow Food.

## Amministrazione
Di seguito è presentata una tabella relativa alle amministrazioni che si sono succedute in questo comune.
| Periodo        | Periodo        | Primo cittadino              | Partito                       | Carica  | Note   |
| -------------- | -------------- | ---------------------------- | ----------------------------- | ------- | ------ |
| 20 giugno 1985 | 18 maggio 1990 | Mario Spazzarini             | Partito Comunista Italiano    | Sindaco | [ 12 ] |
| 18 maggio 1990 | 24 aprile 1995 | Mario Spazzarini             | Partito Comunista Italiano    | Sindaco | [ 12 ] |
| 24 aprile 1995 | 14 giugno 1999 | Mario Spazzarini             | centro-sinistra               | Sindaco | [ 12 ] |
| 14 giugno 1999 | 14 giugno 2004 | Mario Spazzarini             | lista civica                  | Sindaco | [ 12 ] |
| 14 giugno 2004 | 8 giugno 2009  | Natalino Ormelli             | lista civica                  | Sindaco | [ 12 ] |
| 8 giugno 2009  | 26 maggio 2014 | Natalino Ormelli             | lista civica Per Garbagna     | Sindaco | [ 12 ] |
| 26 maggio 2014 | 27 maggio 2019 | Fabio Semino                 | lista civica Crescere insieme | Sindaco | [ 12 ] |
| 27 maggio 2019 | 9 giugno 2024  | Fabio Semino                 | lista civica Crescere insieme | Sindaco | [ 12 ] |
| 9 giugno 2024  | in carica      | Davide Samuel Umberto Ravera | lista civica Noi per Garbagna | Sindaco | [ 12 ] |

### Altre informazioni amministrative
Il comune ha fatto parte della Comunità Montana Valli Curone Grue e Ossona e, dopo il suo scioglimento, è entrato nell'Unione Montana valli Curone, Grue e Ossona.

## Sport

### Calcio
La principale squadra di calcio del paese è G.S. Garbagna Calcio che milita nel girone M piemontese e valdostano di 2ª Categoria.

## Galleria d'immagini

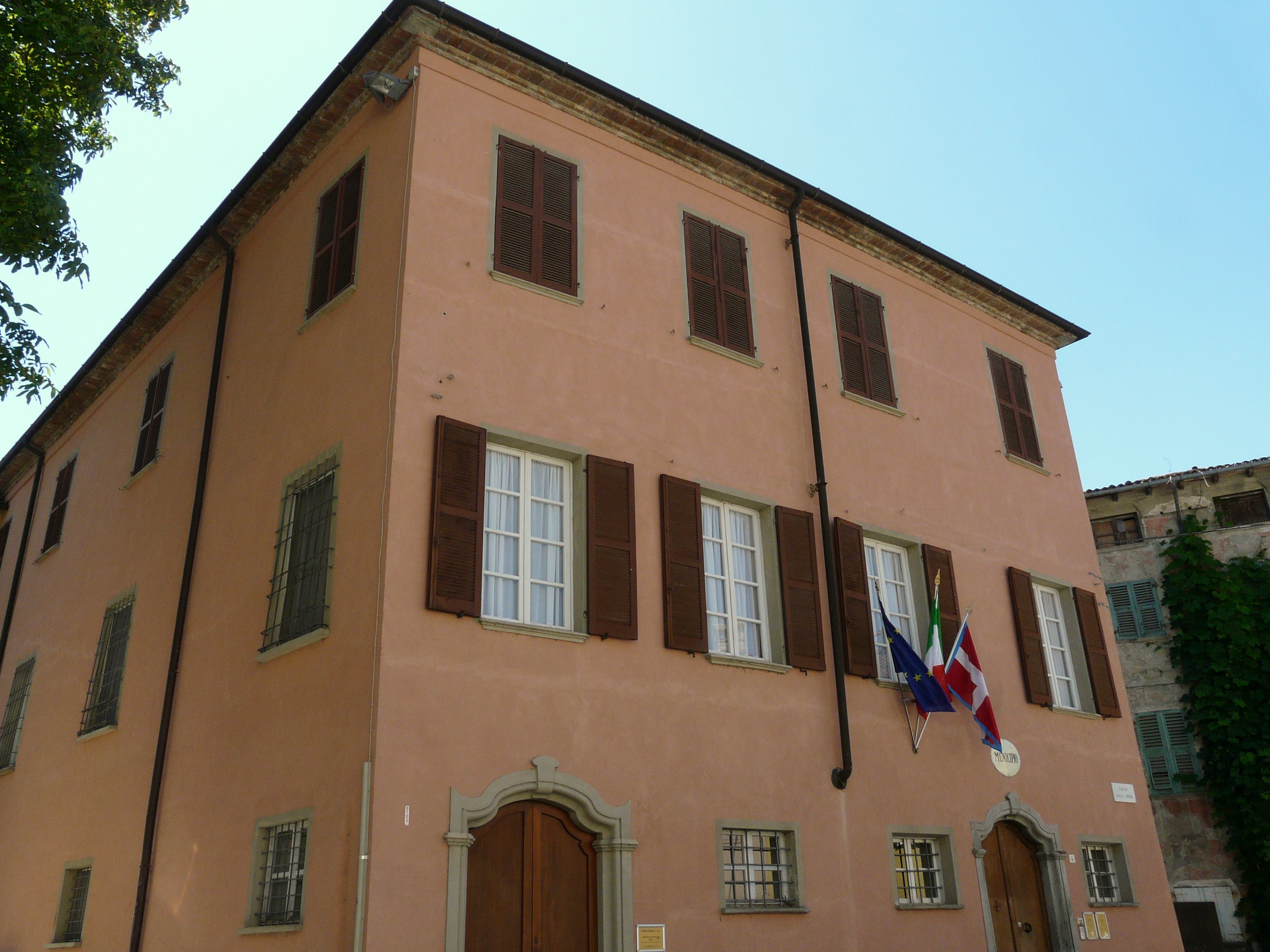
Il municipio
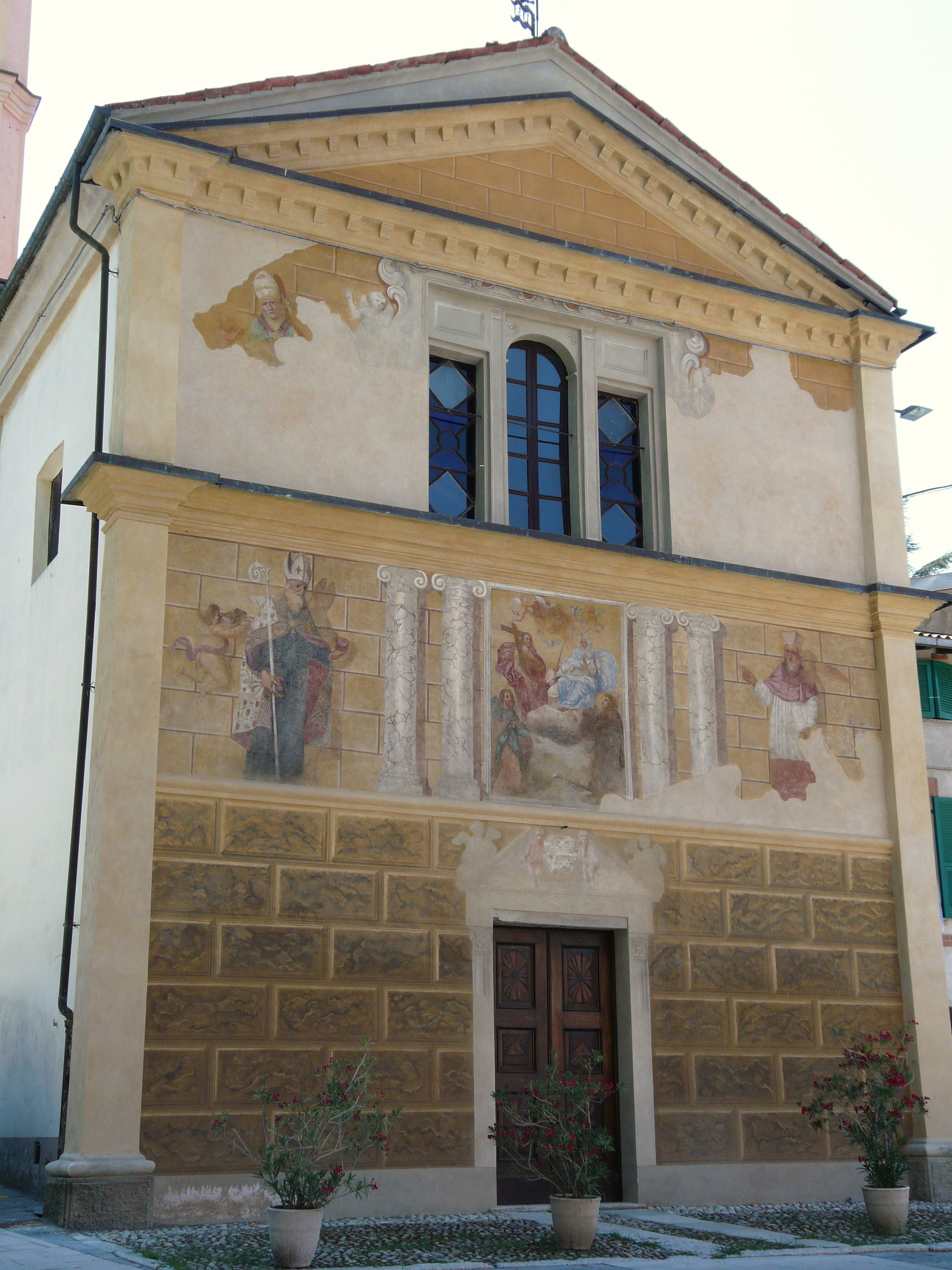
L'oratorio di San Rocco
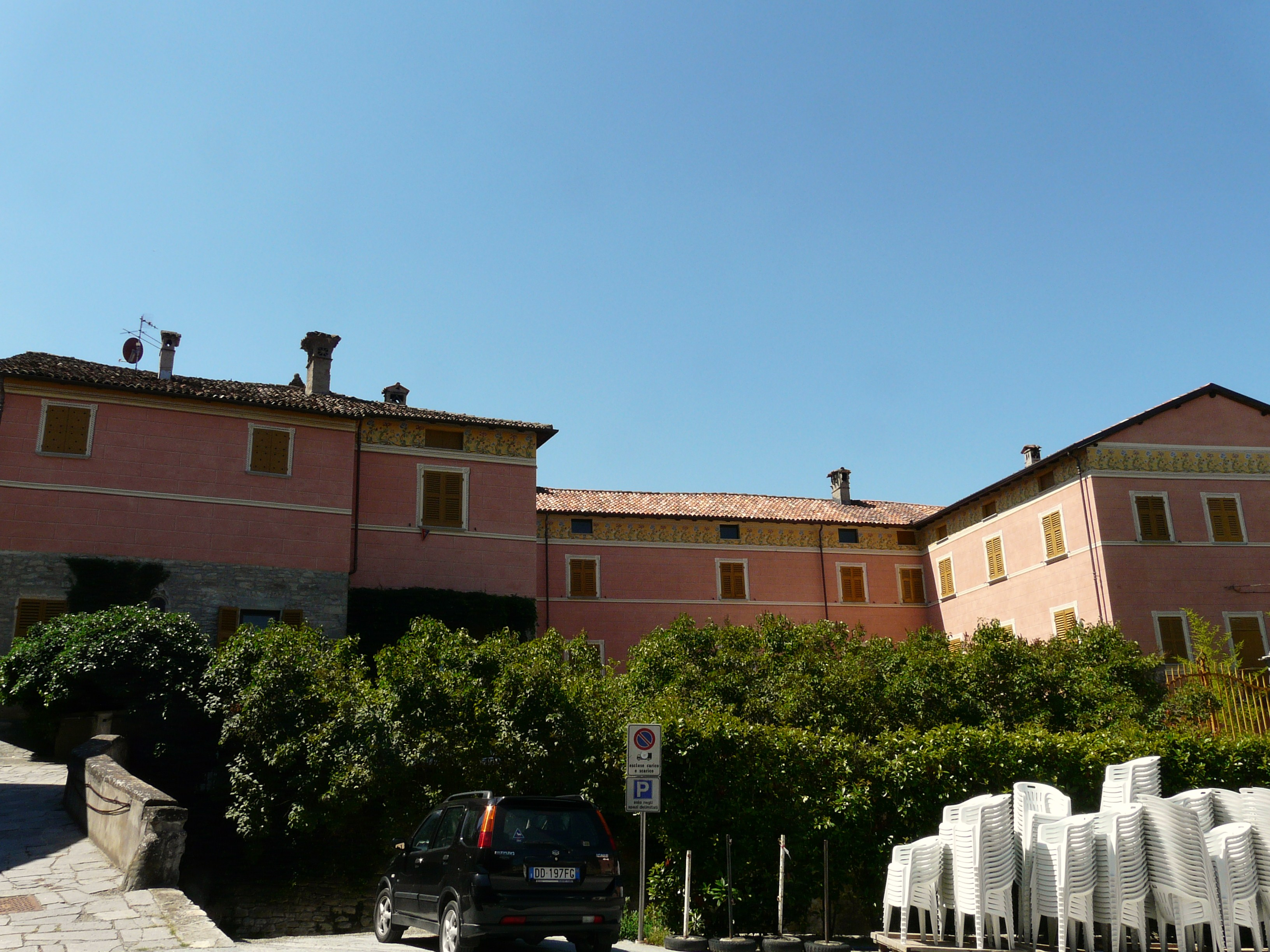
Palazzo Doria
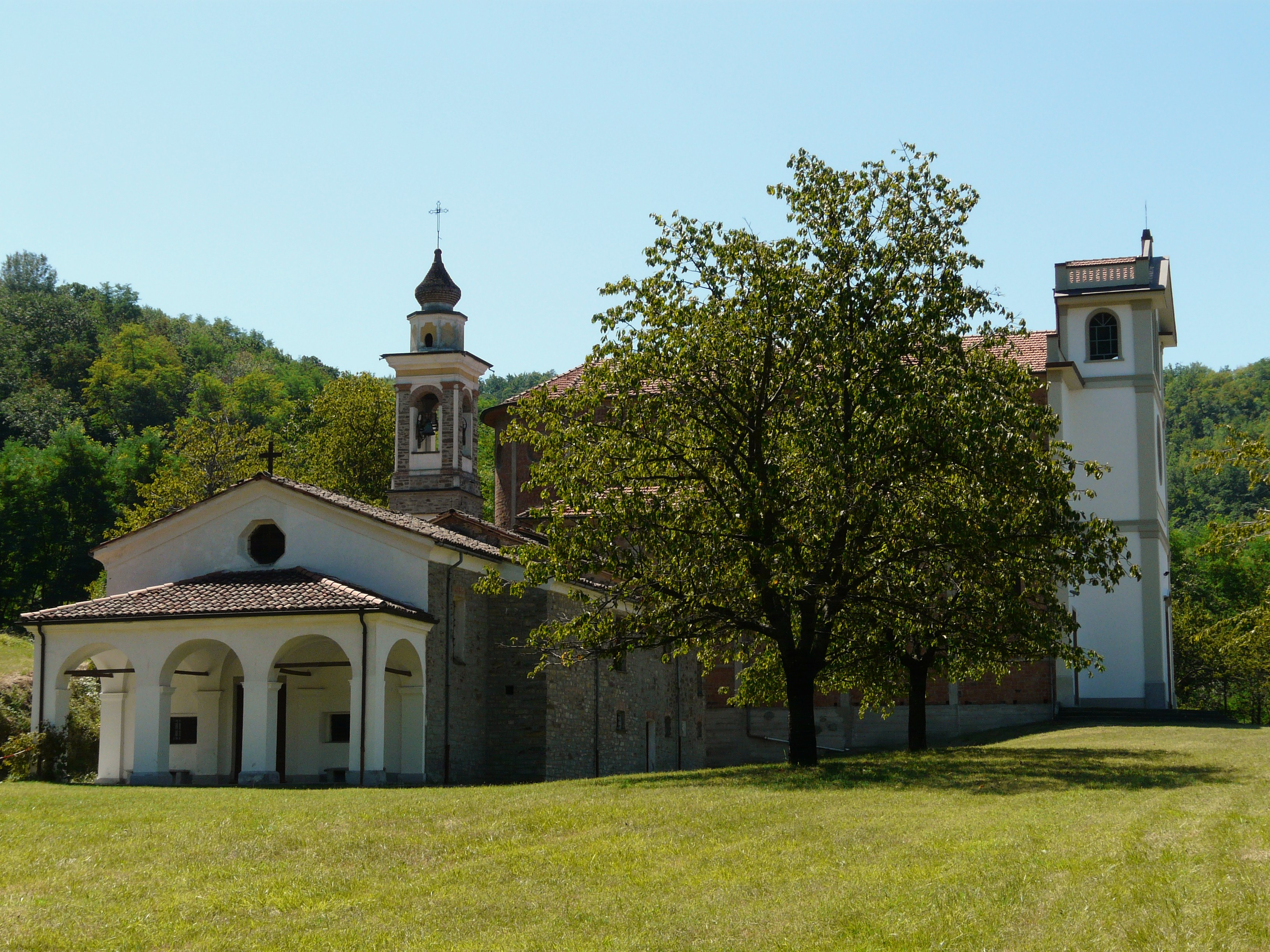
Il santuario della Madonna del Lago
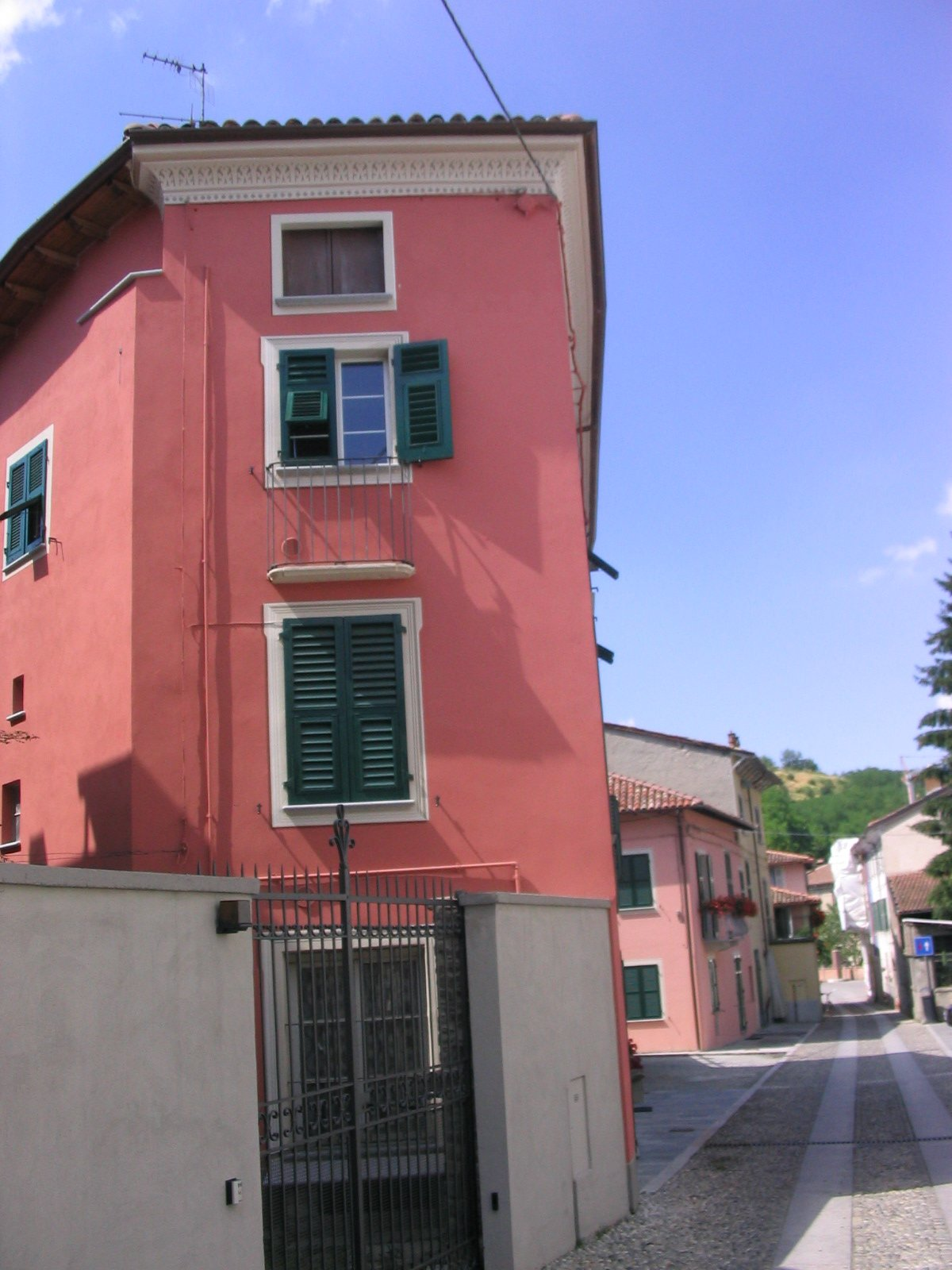
Via XIV Marzo casa Fantone Arturo e Pierino
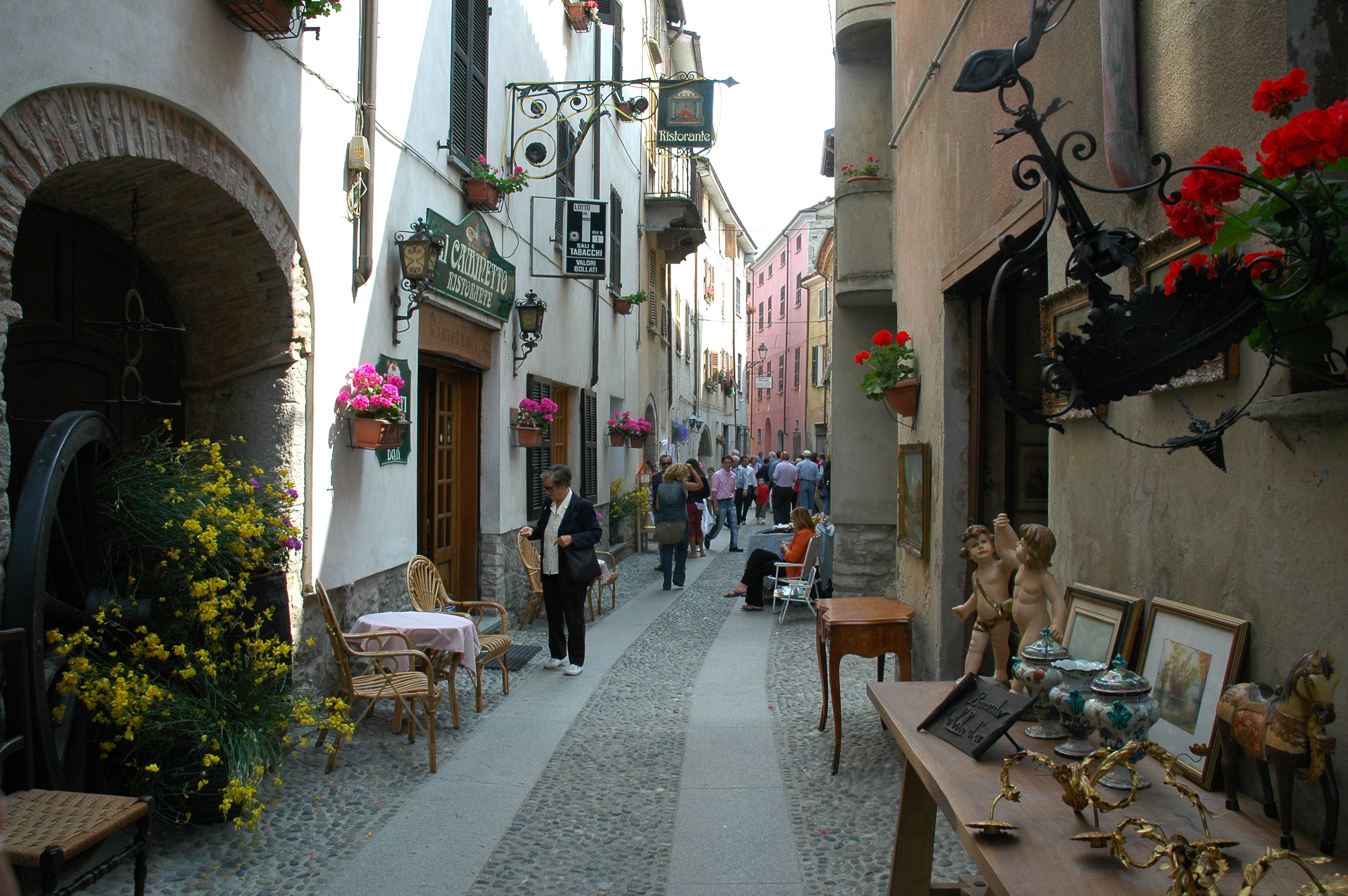
La contrada il giorno della sagra
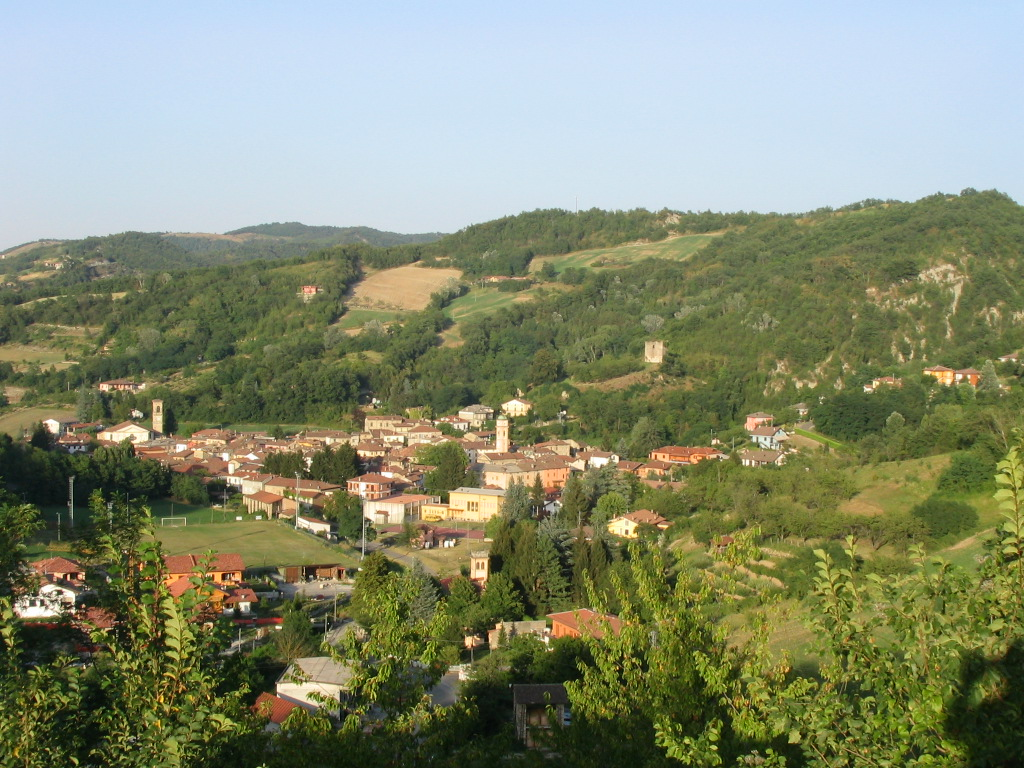
Panorama di Garbagna
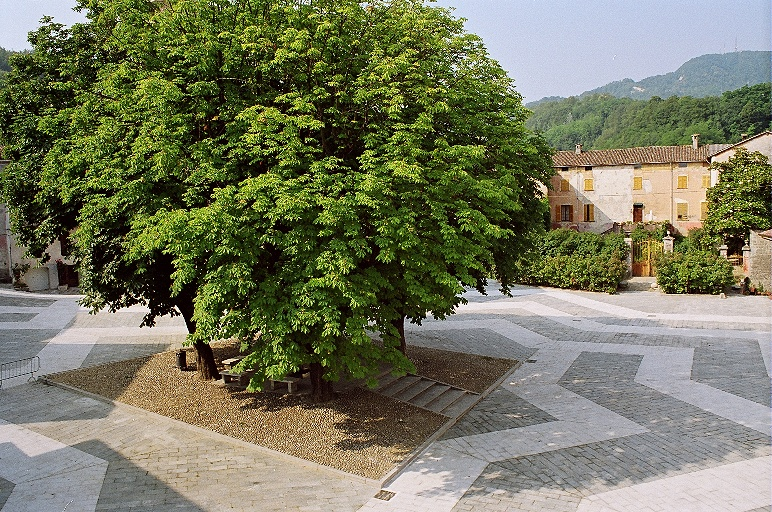
Gli ippocastani
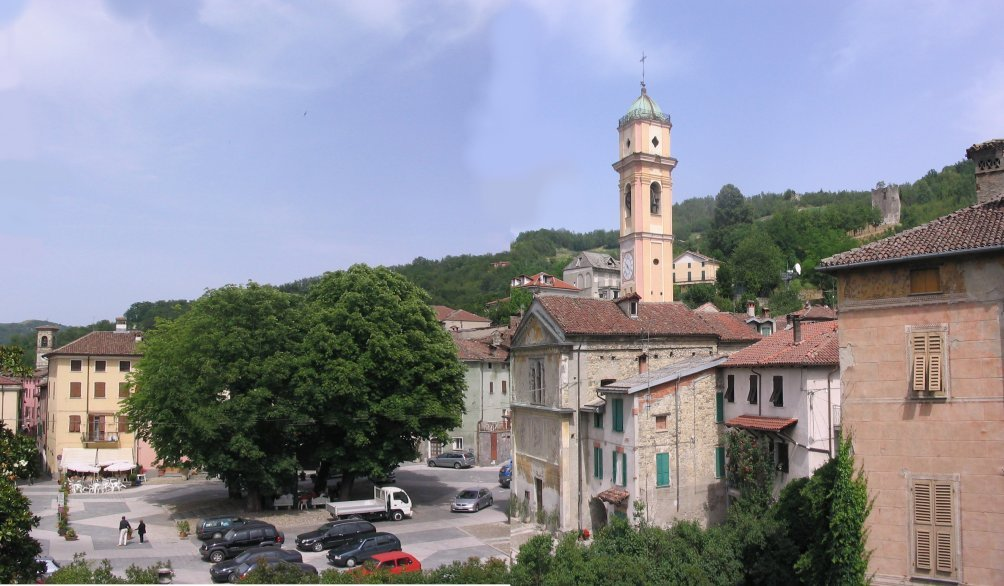
Piazza e Contrada